# ロボジッツの戦い
ロボジッツの戦い（ドイツ語: Schlacht bei Lobositz）は、1756年10月1日にプロイセン軍とオーストリア軍との間で行われた、七年戦争における会戦である。プロイセン軍が勝利した。

## 背景
七年戦争の開始後、フリードリヒ大王率いるプロイセン軍はザクセンに攻め込み、ピルナにおいてにザクセン軍を包囲した（ピルナ包囲戦）。包囲の間にもプロイセン軍はベーメンに向けて進軍を続け、ピルナから南下したブラウンシュヴァイク公子フェルディナントの指揮する前衛部隊は9月13日、ノレンドルフとペータースヴァルトでヴィートの小規模なオーストリア軍部隊を排除してベーメンに入った。大王はさらにカイトに主力部隊を預けてフェルディナント公子の後を追わせ、カイトはアウシヒに進出、ここからまたマンシュタイン支隊を送ってエルベ右岸テシェンを占領し、エルベ川両岸を制圧してオーストリア軍を寄せ付けない態勢を整えた。
一方のオーストリア軍では、ベーメンのコリンに軍を集結中であったブロウネがベーメン方面の最高指揮官に任じられ、コリンから西に移動して9月20日エーガー川南岸のブディンに陣を敷き、とりあえずプロイセン軍のプラハ方面への進撃を阻止する態勢を取った。しかしこれ以上の積極的な作戦を行うために必要な砲、馬匹、食糧、浮橋等々の準備が間に合わず、ここでブロウネは一旦停止した。
ベーメンを守りつつ同時にザクセン軍を救援するという難題を背負わされたブロウネは、はじめ、エルベ川西岸を全力をもって北上してプロイセン軍を撃退、オーストリア軍が接近したらザクセン軍も呼応して封鎖を突破し、オーストリア軍に合流するという作戦を考えていた。しかしザクセン軍から実行は難しいと返答され、ブロウネは作戦を変更した。それは、主力部隊でもって西岸のプロイセン軍を拘束し、一方でエルベ東岸に渡した別働隊をザクセンに向かわせ、接近したらザクセン軍を東岸に渡らせて合流するというもので、こちらはザクセン軍の了解を得た。
9月25日、ブロウネは救援軍を構築するためラシー支隊をエルベ東岸ライトメリッツに派遣した。が、9月30日に主力部隊がエーガー川を渡河するころにはプロイセン軍の予想以上に早い南下のため一両日中の会戦が避けられない情勢となり、ブロウネは作戦を急遽変更して結局ラシーを西岸に呼び戻した。30日夕刻、ブロウネ軍はラシーと合流してエルベ川屈折部ロボジッツに布陣した。
このあいだ大王は、ブロウネ軍の北上を阻止すべくピルナからベーメンに移り、9月28日にカイトの陣営のあるヨーンスドルフに到着して軍を掌握していた。29日、大王は前衛部隊とともに本隊に先行して進発し、アウシヒの南にある山を避けてエルベ川からやや西に離れて南下していたところ、騎兵斥候が、オーストリア軍はエーガー渡河の準備を完了して明日にも北岸に渡るであろうという情報をもたらした。さらに30日ヴェレミン村北方で大王は、山1つ挟んだ向こう側のロボジッツにすでにオーストリア軍部隊が展開しているとの報告を得た。大王は本隊の到着を待って村の北で一度停止し、夜になってからヴェレミン周辺に展開していたオーストリア軍の軽歩兵を駆逐して村に入った。
ベーメン北西部のこの一帯はベーミッシュ・ミッテルゲビルゲと呼ばれる山地で、プロイセン軍はこの山々の間を縫って行軍してきた。ロボジッツは山地の出口にあたり、ロボジッツの北はエルベ川、南には平地が広がる。ロボジッツの西には、北西にロボシュ山、南西にヴォフチュィン山があって、ヴェレミンの北にも同じように山があり、従ってヴェレミンは谷の底にあった。ブロウネがもしロボシュ山やヴォフチュィン山に有力な部隊を登らせてしまえば、攻撃は至難であり、ゆえに大王は最初ヴェレミンに兵を入れなかった。しかし山に規模のある軍勢の占拠している様子は見られなかったので、大王は谷に下りて村を占領し、前衛部隊を山裾まで押し出した。大王は幕僚と火を囲みながら露天で夜を越し、兵士たちは武装を解かず、馬は鞍を付けたまま眠った。このときシュメッタウは、ブロウネは我が方に肩透かしを食わせてエルベ川右岸に渡河するつもりではないかとの意見を述べたが、大王はとりあえず聞き置くことにした。

## 戦闘

### 展開

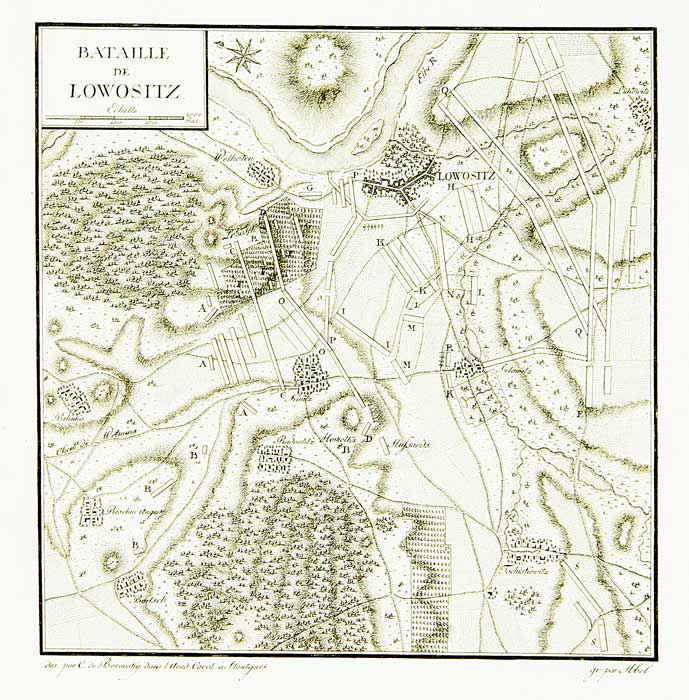
ロボジッツの戦い戦況図。

プロイセン軍に一歩先んじてロボジッツに到着することのできたオーストリア軍であるが、しかしブロウネは慎重に構えて待ち受けの姿勢をとった。ピルナ包囲に戦力の半分を残してきたプロイセン軍に対し、ベーメンのオーストリア軍は本来かなり優位に立てる局面であって、このとき大王はブロウネ軍の戦力を約6万と見ていた。ところがこれがかなり過大な評価で、実際の戦力はその半分程度であった。これはオーストリア軍の集結がもたついていて遠方の部隊がまだ到着していなかったうえに、ピッコロミーニ軍がシュレージエンから侵入してきたシュヴェリーン軍に牽制されてベーメン北東部から動けなかったためである。それでもブロウネはピッコロミーニから可能な限り兵を融通してもらうなどして、大王に対し5千の優勢を確保していた。ここで一度プロイセン軍を撃退し、睨みあいに持ち込んでその間に再度構築した救援軍をエルベ右岸に渡して北上させるのがこの時点でのブロウネの作戦であった。一方ブロウネの戦力を過大に見積もっていたことは会戦後の大王の行動選択にかなり影響した。
戦場であるロボジッツは、西には2つの山のなだらかな斜面が広がっていて、ことにロボシュ山の南側から東南にかけては葡萄畑として整備されており、柵と低い石垣によって細かく区分けされていた。山を下り終えればあとはまっ平らな平地となっていたが、ここを南北にモレーレン川（モドラ川）という小川が流れ、ロボジッツの東でエルベ川に注いでいた。モレーレン川それ自体は小さな川に過ぎないものの、周辺に池やある程度幅のある湿地を作り出しており、これは障害として有用だった。
ブロウネは、山ではなく川を防衛線にして戦列を形成した。ただ山の中にも軽歩兵パンドゥールを入れて前哨とし、とくにロボシュ山の中腹には多数の兵を拠らせて敵左翼を拘束することは考えていた。そしてロボジッツの町にアンドレアス・ハディクと擲弾兵を入れて拠点化し、ロボジッツの西の端に重砲列を敷いて、この砲列はロボジッツを守ると同時に山の出口を射程に収めた。オーストリア軍はロボジッツから南のズローヴィッツ村まで戦列を形成し、村にも守備兵を入れたうえでその後背左翼に騎兵、中央に戦列歩兵が、いずれも川の背後に列を並べた。右翼では、ロボジッツのすぐ南のところでモレーレン川が東に走っているために川の手前に兵を置かざるを得ず、川と町との間隔をグレンツァーで埋め、彼らの前に右翼騎兵が前衛として展開した。さらにブロウネは、ラシーの歩兵部隊をロボジッツの北に置いてエルベ川沿いに戦列を延長し、ロボシュの軽歩兵を援護する態勢をとった。
午前5時ごろ、プロイセン軍は行動を開始、砲で軽歩兵を追い払いながら前衛部隊が進路の啓開を始めた。大王は本隊の展開を始める前に一度戦場の偵察に赴こうとしたところ、斥候より平地に敵騎兵部隊が展開していると報告を受けて直ちに本隊に取って返し、全軍に前進を命じた。プロイセン軍は敵軽歩兵の抵抗を排除しながらロボシュ山とヴォフチュィン山の間を行進し、午前6時ごろ平地との境に達して戦列を展開した。ピルナ包囲に歩兵を多数残してきたこのときのプロイセン軍は通常に比べ騎兵の割合の多い構成になっており、歩兵戦列は一列、その中央背後にフリードリヒ・レオポルト・フォン・ゲスラー率いる騎兵軍団が三重の戦列を形成する配置を採った。
プロイセン軍の前進を妨害するために展開していたパンドゥールの抵抗は微弱で、途中、醸造所を砦代わりにしてしばらく抗戦したぐらいで後は軽く追い払われた。しかししばらくするとロボシュ山の葡萄畑に潜んでいた部隊が本格的な攻撃を始め、大王は左翼を指揮するベーヴェルン公アウグスト・ヴィルヘルムにこれを排除せよと命じた。ベーヴェルン公は正面を北に向けてロボシュ山を登り、石垣を壁にして応戦するオーストリア軍と攻め登るプロイセン軍の間で激しい射撃戦が展開された。一方フェルディナント公子の指揮する右翼はこのような抵抗に出会うことなく重要なホモルカ高地を素早く占領し、重砲を据えることに成功した。この丘からの砲撃は東の平地を良く制圧することができた。

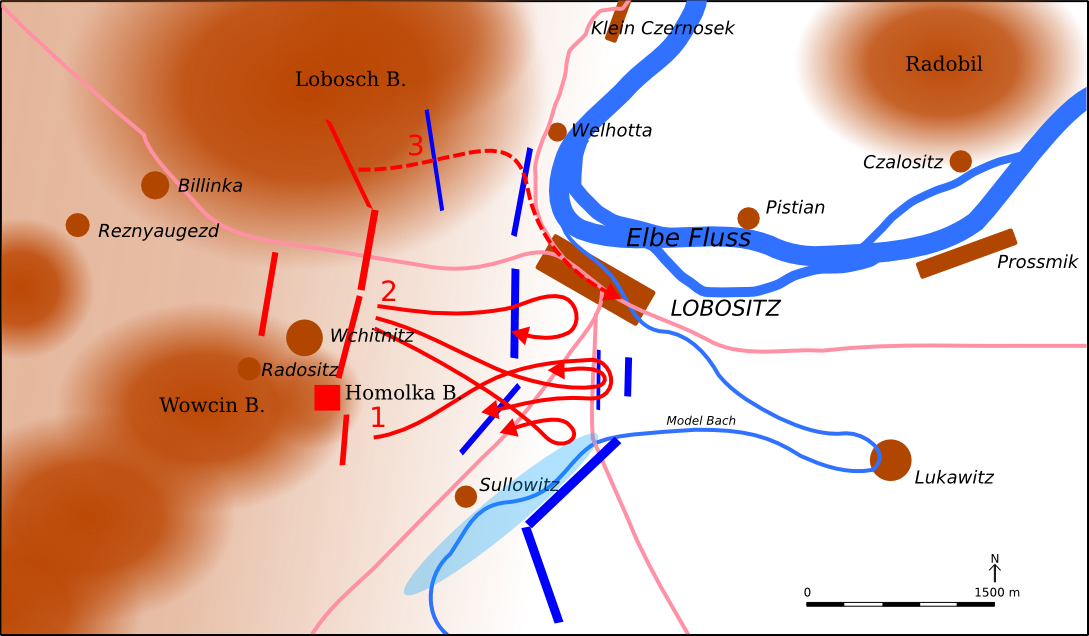
赤：プロイセン軍。青：オーストリア軍。
1:プロイセン軍騎兵（一部）の攻撃（失敗）
2: プロイセン軍騎兵本隊の攻撃（失敗）
3: プロイセン軍歩兵本隊の攻撃（成功）

### 砲戦とプロイセン騎兵の突撃

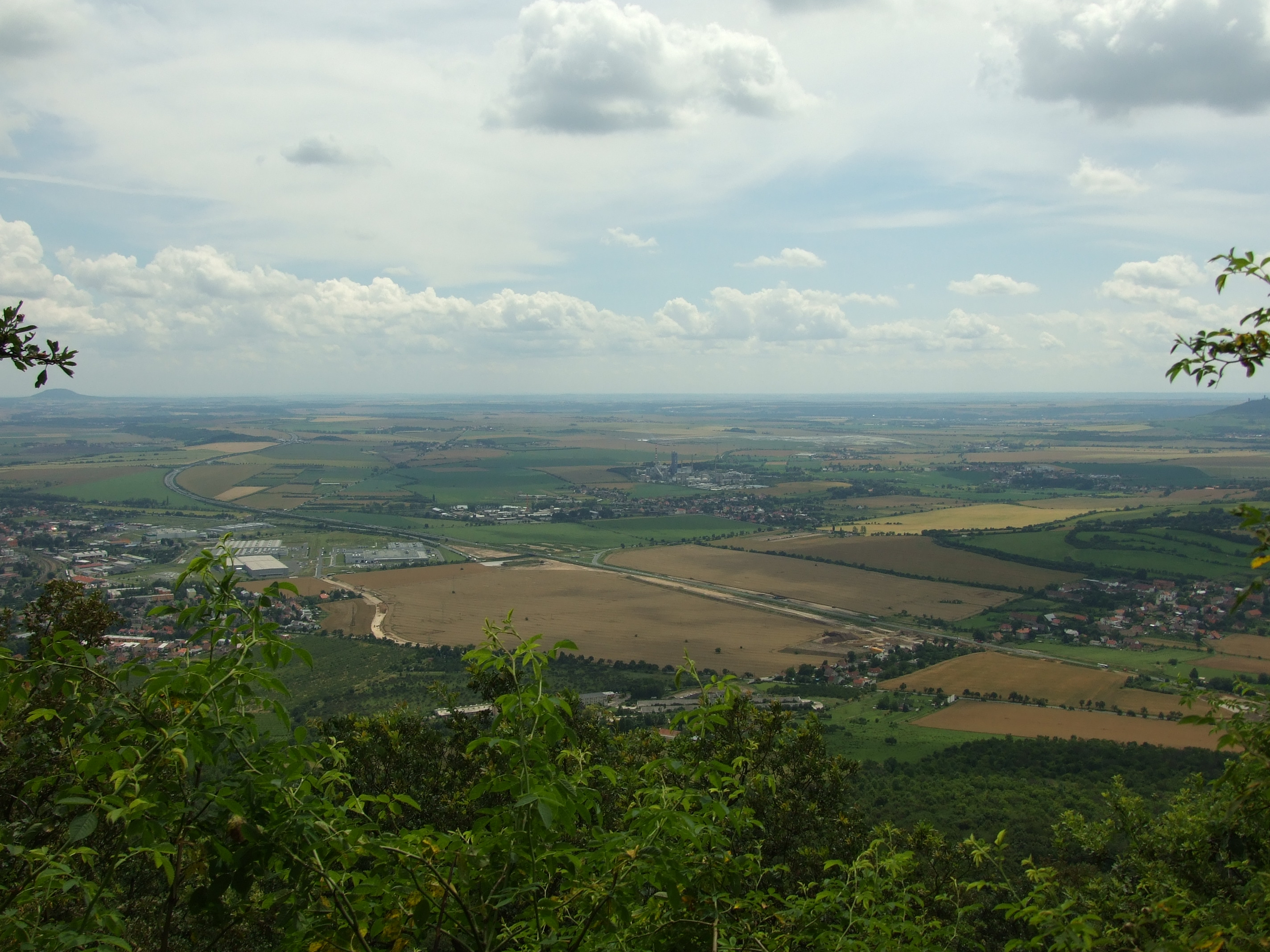
ロボシュ山から眺めるかつての戦場。中央付近がズローヴィッツ。左端がロボジッツ。右端の丘がホモルカ高地

この戦いでは、戦場が昼になるまで霧で覆われ続けたことから、両軍の指揮官はともに相手の様子を確認することができないまま会戦に突入した。大王はホモルカ高地から東の平地を偵察したが、ロボジッツもモレーレン川も霧で様子が窺えず、敵の配置はもとより、敵がいるのかどうかも不明で、ロボジッツの南に展開しているオーストリア軍の前衛騎兵だけを見ることができた。
プロイセン軍が平地に出てきたことを知ったオーストリア軍の砲列は、視界不良のままあらかじめ指向していた山の出口を中心にして砲撃を開始した。オーストリア軍の砲兵は弱体だったオーストリア継承戦争時代から著しく強化されており、プロイセン軍の将兵に衝撃を与えた。フェルディナント公子指揮下の旅団長クヴァートは砲弾の破片が当たって戦死し、歩兵戦列中央を指揮していたクライストも重傷を負った。大王は射程外への避難を勧められたが断った。プロイセン軍も霧に隠されていない前衛騎兵に砲弾を浴びせ、指揮官のラディカティを戦死させた。部隊の指揮はオドンネルが引き継いだ。
このとき、プロイセン軍の兵士ウルリヒ・ブレーカーは、会戦の際には脱走の機会があると考えて隙を窺っていたが、実際には「無数の鉄のかたまりがうなりをあげてわれわれの頭上を通り過ぎて行く」最前線に整列させられてどこにも逃げ場が無かった。周りに落ちてくる砲弾が土や芝生を空高く跳ね飛ばし、命中しようものなら「われわれはまるで麦藁のごとく隊列をバラバラにされた」ライスという名の兵士の場合は、右隣に立っていたクルムホルツという戦友が砲弾で頭を吹き飛ばされてその血液、脳や頭蓋骨の破片を顔面に浴びた。ライスのマスケットも砲弾に引っかかってもぎ取らればらばらに壊されたが、本人は奇跡的に無傷で済んだ。
ブロウネが川を利用した布陣を選択して高地の占領を見送ったことはプロイセン軍に、オーストリア軍は会戦を回避して右岸に渡ってしまったのではないかという疑いを持たせていた。いま、オーストリア軍の軽歩兵のみが戦闘を行って戦列歩兵が出てこない状況はその疑いを強くするものであった。大王は、軽歩兵や、かろうじて視認できる騎兵部隊が、実際には前衛であったところを後衛として我が方の行動遅延に努めているのではないかと考えたが、確信が持てず決断を下せなかった。ブロウネの方も積極的に行動しなかったので両軍とも数時間に渡って部隊を動かさず、ロボシュ山の争奪戦を除いてお互いひたすら砲戦に終始した。

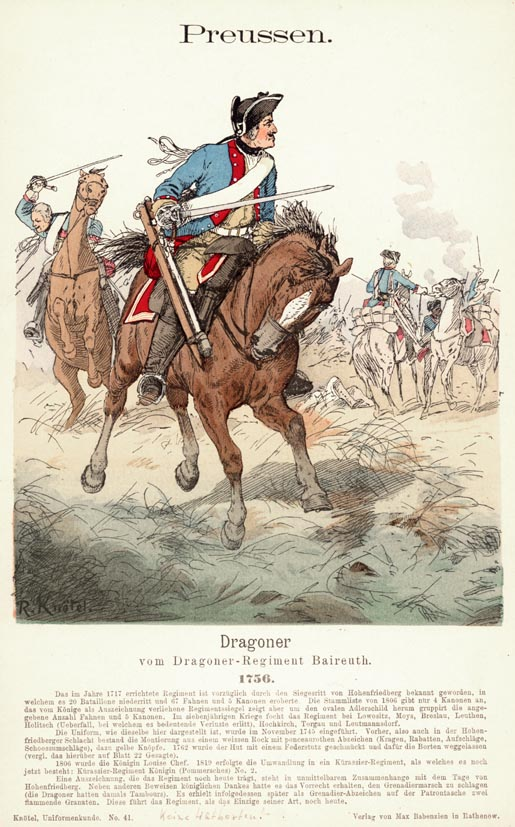
プロイセン第5竜騎兵連隊『バイロイト竜騎兵』

午前11時ごろ、大王は事態打開のため騎兵戦列よりキョウ指揮下に16個中隊を抽出し、ロボジッツの砲兵を避けて南から突撃し敵騎兵を駆逐せよと命じた。前列を形成する胸甲騎兵がまずホモルカ高地から霧の中に突っ込んで行くと、まもなくモレーレン川の背後にオーストリア軍の主力戦列が並んでいるのを発見、ズローヴィッツ村からの発砲を避けて北に転進したところを右手からオーストリア軍の前衛騎兵に攻撃された。後列の第5竜騎兵連隊がすかさず加勢して敵騎兵を撃退したが、その騎兵が退避するのと同時にオーストリア軍は砲弾を浴びせ、プロイセン騎兵はたまらず撤退してホモルカ高地の麓まで戻った。
この戦闘で大王は交戦中の敵が単なる後衛であるとの考えが誤りであることを知った。このとき大王は、戻って来たある近衛騎兵が頭部に傷を負ったまま再び敵のもとに向かおうとしているのを見つけ、呼びとめると自らのハンカチを取り出し、その傷口を塞がせるために副官に持って行かせた。受け取った近衛は礼を述べ、「このハンカチはもう戻らないでしょうが、私はこれから敵のところに戻ってその分の償いをさせてやります」と言い残して去った。一方で大王は歩兵部隊に、後退する騎兵がその戦列の背後まで逃げようとするときは通過を許さずにこれを撃ち殺せと命じた。
キョウの部隊を元に戻した後、大王は敵の攻撃を予想して騎兵軍団に歩兵戦列の前に出るよう命令を出した。ところがその命令が届かないうちに、まもなくゲスラーとその騎兵約1万騎は総突撃を開始してしまった。オーストリア継承戦争の戦訓により七年戦争時代のプロイセン騎兵は並はずれて攻撃的な運用姿勢を持っていて、前列の突撃が頓挫したら後列部隊も他の命令を待たず即座に突撃せよと定められており、この突撃はゲスラーが指導に愚直に従った結果であった。大王は彼らが突撃していくのを見て「何たること！私の騎兵は何をしている！彼らは2度目の突撃を仕掛けているが、誰もそんな命令は出していないぞ！」と叫んだ。
突撃したプロイセン騎兵のうち、ズローヴィッツ村の方向に突撃した部隊は、湿地に嵌り川で足が止まっているところに銃砲火による迎撃を受け、多大の損失を被って撃退された。モレーレン川の北側を突撃した部隊は、ロボジッツからの攻撃にもかまわず突撃を続けて敵前衛騎兵を敗走させ、そのままグレンツァーの戦列に突入を図った。ブロウネは主戦列とロボジッツの町が分断されかかっているのを見てただちに左翼の騎兵を北に動かし、対抗突撃を行わせたので、これによって北側のプロイセン騎兵の突撃も敗走に変わり、一部の者はそのまま正面を突破して戦場を離脱した。
撃退されたプロイセン騎兵は再び歩兵戦列のところまで後退した。「あの壮絶な光景をぜひ見てほしかった。なんと、自分のご主人を鐙に引っかけたまま走っている馬もいれば、自分のはらわたを地面に引きずっている馬もいたのである」と、後方から様子を見ていたブレーカーは後に書いた。近衛騎兵連隊を指揮したブルーメンタールは、ズローヴィッツ村からの砲撃を受けて馬から投げ落とされ、敵騎兵のただ中に取り残されて散々に斬られた。兵が彼を救いだしたが、首に致命傷を負っていて助からなかった。

### ロボシュ山の戦い

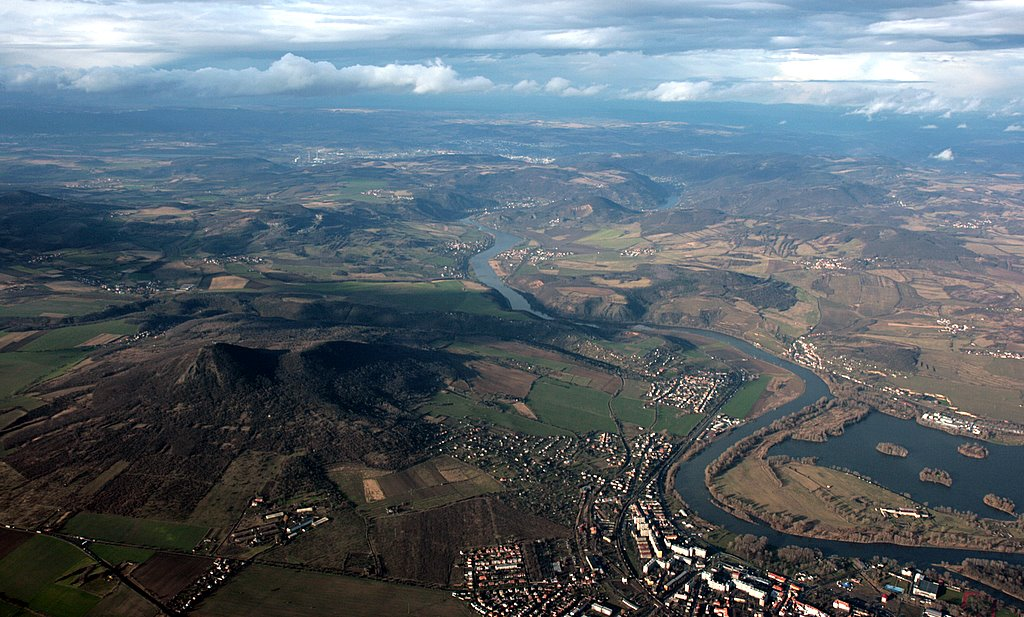
手前の町がロボジッツ。左がロボシュ山。遠くにアウシヒが見える。

午後0時ごろ、ようやく霧が晴れてお互いの配置が明らかとなった。大王はモレーレン川の後方にオーストリア軍の本隊が並んでいるのを見、ブロウネはロボシュ山がプロイセン兵に占領されかかっていてロボジッツが危うくなっているのを知った。このころベーヴェルン公は射撃戦の末に敵軽歩兵をロボシュ山の南面から追い出して、登りから東面への下りに入ろうとしていた。大王はロボシュ山の戦いをさらに進めるため右翼から歩兵をどんどん応援に回し、その場に残る歩兵からも備える弾薬の半分を集めて左翼に送らせた。手薄になる右翼の戦力については騎兵で埋めることとした。対してブロウネも、ロボジッツの北にいたラシーの正規歩兵部隊に斜面を登って軽歩兵を援護しロボシュ山を守るよう命じた。またブロウネは南の歩兵部隊にズローヴィッツから川を越えて敵右翼を攻撃するよう命じたが、彼らはホモルカ高地からの強力な砲撃に制圧されて役目を果たせず、すぐまた川の後方に戻った。
大王はこのとき、戦いはもう敗北に決したと感じていた。大王はベーヴェルン公に、撤退前に最後の攻撃をかけるよう命じると、カイトに残りの指揮を委ね、モルヴィッツの誓いに反して自身は一足先に戦場を離脱した。しかしまさにこの頃ロボシュ山において勝敗を決する戦闘が行われていたところだった。
昼を境に戦闘の焦点は中央の平地から北のロボシュ山に移り、増援を得て山を完全に占拠しようとするベーヴェルン公と、それを阻止しようとするラシーとの間で再び激しい戦闘が開始された。ブレーカーも転進命令を受けてロボシュ山に登った兵の一人で、ブレーカーは戦闘から遠ざかったと思って「はずむ足取りで急傾斜のぶどう畑を急いでよじ登り、赤くて綺麗なぶどうの実を帽子にいっぱい詰めて、それをがむしゃらに食べた」りしていたが、下りに入るとそこで「数千のハンガリー兵」に直面し、激戦の渦中に投じられた。

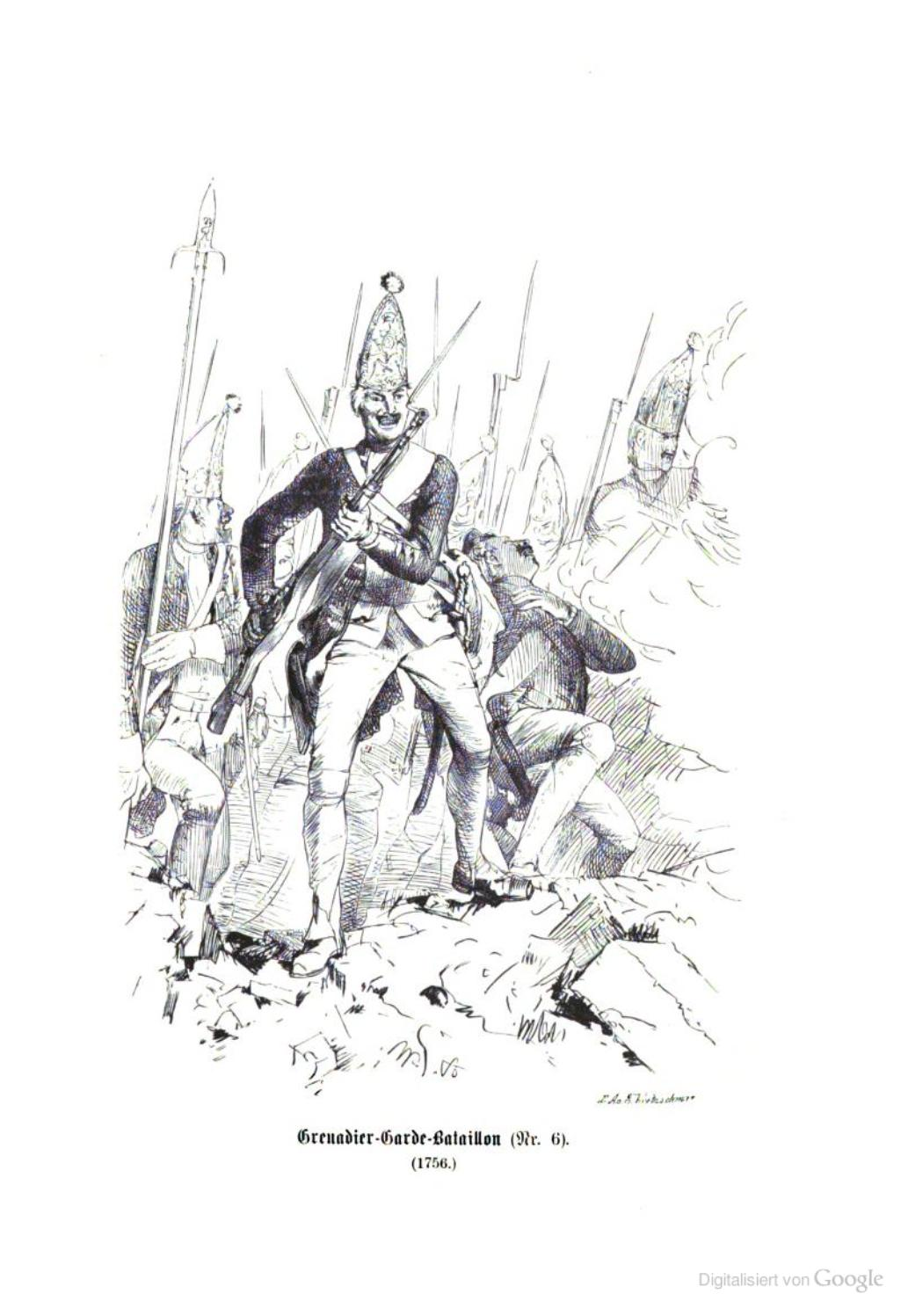
プロイセン『近衛擲弾兵大隊』（第6歩兵連隊。かつての巨人連隊の後身）の擲弾兵。本隊はピルナにいたが分遣隊がロボシュ山の争奪戦に参加した。

両軍の間では石垣を壁にして、また葡萄の木々や茂みの間を縫って射撃戦が繰り広げられたが、藪や茂みを利用して巧みに立ち回るハンガリー兵を相手にするプロイセン軍はなかなか射撃効果が得られないのでまもなく弾を撃ち尽くす兵が多くなり、彼らは負傷者から残りの弾を受け取り、戦死者からはぎ取って戦闘を継続した。ブレーカーもわずかな時間で携行する60発の弾をほとんど撃ち尽くして、「おかげで私の銃は灼熱し、ベルトで引きずっていかねばならないほどだった」が、「私の撃った弾丸は生きている人間に命中したとは思えない。すべて空中に飛んでいったと思う」やがてプロイセン兵の射撃が滞りがちになり、ベーヴェルン公は最前線に駆けつけて兵を叱咤した。兵士たちが弾が無いと訴えると、ベーヴェルン公は叫んだ。「ならなんで銃剣で戦わない。突撃して、奴らを串刺しにしろ！」ベーヴェルン公の号令一下プロイセン兵は突撃して「ライオンのように」戦い、「プロイセンやブランデンブルク出身の兵士は、復讐の女神フリアのごとくハンガリー兵に襲いかかった」まもなくオーストリア軍は崩れて敗走し、プロイセン兵はいくつもある柵を飛び越えながら下り坂を駈け下りてこれを追った。山の斜面ではどこでも両軍の死傷者が横たわっており、「ハンガリー兵がまだ身動きしているのを見つけると、そいつは銃床で頭をたたかれ、銃剣で串刺しにされた」。
山から追い出されたオーストリア兵はロボジッツに逃げ込んで、オーストリア軍は障害と家屋を頼りに町を守ろうとした。ロボジッツからはオーストリア軍の砲兵が山の斜面を砲撃して下ってくるプロイセン軍を攻撃したが、プロイセン軍も対抗して榴弾砲を用い、炸裂弾を撃ち込んで町に火災を発生させた。山から下りたプロイセン兵はロボジッツの手前で戦列を整え、再度の突撃を準備した。カイトはベーヴェルン公を援護して決着をつけるべく残る歩兵部隊にも戦闘に加わるよう命じ、カイトから戦況の変化を知らされた大王も戦場に戻った。

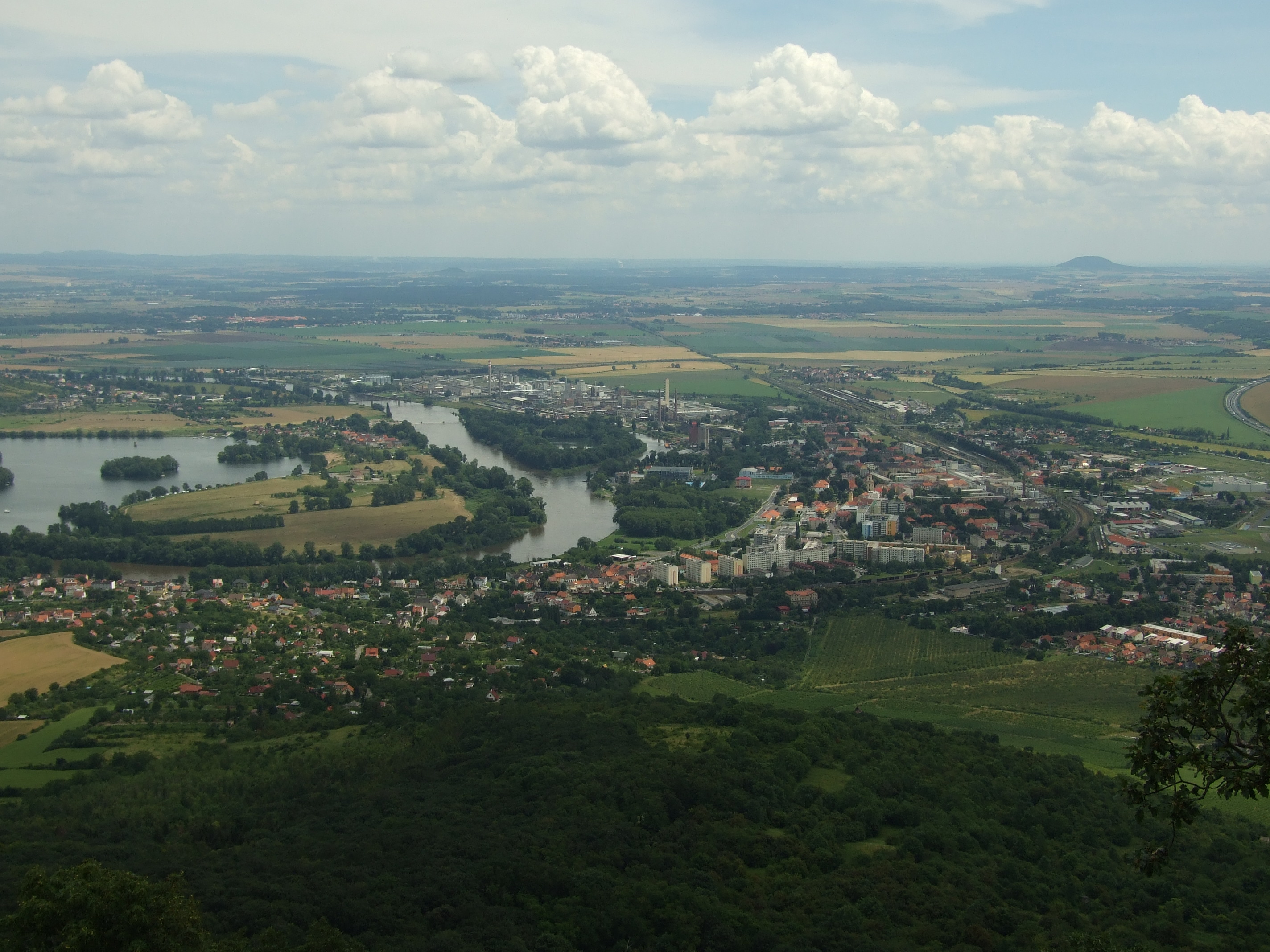
ロボシュ山から見降ろす現在のロボジッツ。

午後3時ごろ、両軍は最後の戦闘に入った。プロイセン軍はロボジッツに殺到し、火の海になった町の中で熾烈な白兵戦が展開された。家屋に拠って抵抗したオーストリア兵は焼け出されるか、プロイセン兵によって叩き出された。追い詰められたオーストリア兵に「慈悲は与えられなかった」彼らは「正規兵も非正規兵も、火や銃剣による死から逃れようとしてエルベ川に跳び込み、溺れ死んだ」。
プロイセン軍がロボジッツを占領したことをもってブロウネは戦闘の続行を断念し、全軍に撤退行動に移るよう命じた。ブロウネは騎兵に援護させながらロボジッツ周辺で戦った兵士をその東で収容し、しかるのち戦闘隊形を維持したまま東に後退してプロイセン軍と距離を取った。南で遊兵化していた部隊も合わせて東に後退し、同時に北に寄ってロボジッツから撤退した部隊と連結を回復した。モレーレン川は相変わらずプロイセン軍にとって障害であって、大王はこれを闇雲に追うことはしなかった。代わりに大王はベーヴェルン公をズローヴィッツのさらに南の村チュイスコヴィッツに向けて前進させたので、これを見てブロウネはブディンへの退却路に先回りされることを恐れ、それ以上の遅延策は取らずにただちに撤退した。このようなブロウネの巧みな撤退指揮によりプロイセン軍は追撃をかけて戦果を拡大することが出来ず、オーストリア軍は比較的少ない損害で戦場を離脱した。
大王は戦闘終了後例のハンカチの騎兵を探させた。彼は何か所も斬られ、かつ撃たれて死んでいるのが発見された。頭には大王のハンカチを巻いたままであった。

## 結果

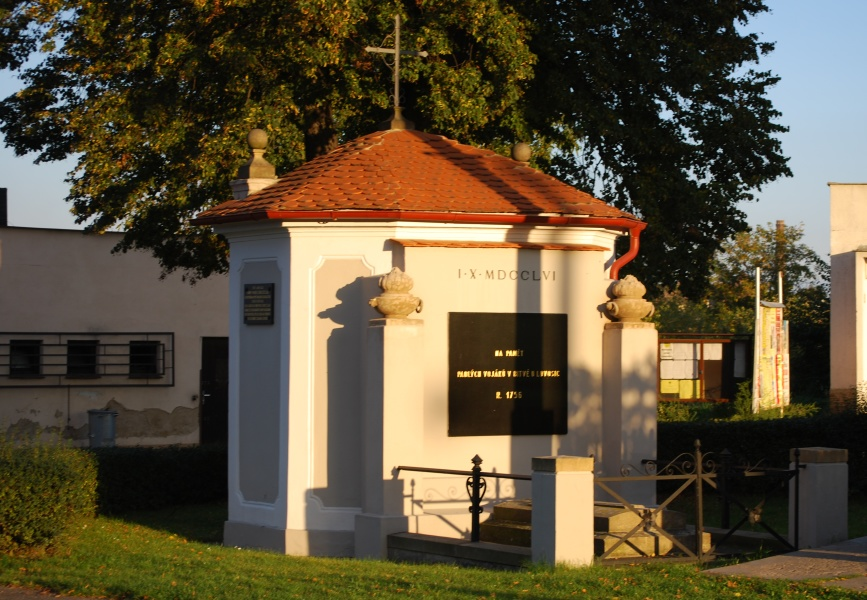
ロボジッツの戦い慰霊堂

オーストリア軍は戦場から離脱するとそのままブディンに撤退した。ブロウネは会戦の勝利こそ諦めたもののザクセン軍を救出する作戦は断固続行する考えであり、藪蛇にならぬよう何とか敵を足止めしてプロイセン軍のこれ以上の進撃を阻止しつつ、自ら救援軍を率いて北上するつもりであった。ブロウネは撤退の際にライトメリッツでエルベ川に架かる橋を落とし、さらにブディンに戻ると直ちにエーガー川に架かる橋全てを落としてプロイセン軍が勝利に乗じた急進撃を行えないようにした。その間にオーストリア軍はエーガー南岸で防御態勢を整えることに成功し、ここからブロウネは約9千の兵を抽出して救援軍を構成し北上してザクセン軍の救援に向かった。
対して大王のプロイセン軍は戦力不足からそれ以上の攻勢を取ることを断念して、ロボジッツを司令部にしてエーガー北岸、エルベ西岸領域を占領するにとどまった。これは大王が依然としてオーストリア軍の規模を過大に評価していたためで、後の著作でも大王は相手の戦力が自軍の倍以上あったという認識に基づいて、これ以上の攻勢はザクセン援護に支障が出るのみならず、ライトメリッツ方面のエルベ右岸から左岸に逆渡河を許して手薄になった後背の連絡線を断たれる恐れがあったと説明している。実際には両者の兵力バランスは伯仲していたのでブロウネの作戦も際どい所であった。結局プロイセン軍はブロウネ軍を追い返してエーガー以北の縦深を確保したことで満足し、やがてブロウネの北上を知ると大王もザクセンに戻った。
この会戦はプロイセンの勝利とされているが、一方で損害は互いに同程度であり、双方ともが勝利を主張した。オーストリア宮廷では敗戦は上記のような理由から、「悪くない」と評された。
ブロウネの、山を占領せずに川を障害にして待ち受けた戦術は論者により批判と評価の両方を受けている。ロイドは、ブロウネの位置取りは「最悪」のものだったと批判した。なるほどブロウネの配置はオーストリア軍の中央および左翼を攻撃し難いものにした。後はロボジッツだけを支えれば良かった。しかしブロウネはロボジッツが「ロボシュ山に制圧されているために防衛不可能であることに気付かなかった」「隣り合う高地から制圧されるような場所に布陣することほど戦争の一般原則から逸脱したことはない」またブロウネの配置によってオーストリア軍は、川に行動を制限されて必要な地点に戦力を適時に集中するということが出来なくなっていた。「これとは反対に、敵にはロボジッツ攻撃のため全軍の三分の二を展開させるのに十分な空間があった。対して、オーストリア軍はここを支えるのにほんのわずかな大隊を投じることしかできなかった」一方、Showalterによればブロウネの戦法は川を用いてプロイセン軍の攻撃力を削ぎ、死地に誘い込んで大打撃を与える大変優れたものであって、実際にブロウネの目論みは良く成功したとする。
ところでこの戦いではブロウネと同じ亡命ジャコバイト貴族の息子でアイルランド系（いわゆるワイルド・ギース）の新世代に属するラシーが優れた指揮能力を見せた。ロボシュ山の攻防戦でラシーは力戦し、自身負傷しつつも、山から撤退する際にはその連隊の働きによって味方の退却を良く援護したのでプロイセン軍からも称賛された。あるプロイセンの将校は、他のオーストリア軍も同じように戦うことができたならば、会戦の勝利はオーストリア軍のものであったろうと述べた。ラシーは少将に昇進し、さらに戦功を重ねてやがてオーストリアの主要な将軍の一人となる。
この会戦は通常のようにあらかじめお互いに相手の位置を見据えたうえで行われたものではなく、たまたま両者とも同じタイミングで作戦行動を起こしたことから生じた一種の遭遇戦であったと見なされている。そのため次の年から行われることになる会戦と比べると規模、損害、影響のいずれも小さいものであった。しかしこの戦いはプロイセン軍と大王に重要な経験をもたらした。オーストリア軍は先の戦争から全ての面でその質を大幅に向上させることに成功し、以前のように優位を持って戦える相手ではなくなっていたからである。このときに大王は、先の戦争で何度も繰り返したような勝利を得る代わりに、「1809年のナポレオンや1973年のイスラエルのごとく」敵が敗北に学んだことを知ったとShowalterは評する。戦闘が終わったとき、「かつてのオーストリア軍ではなくなった」というのがプロイセン将兵の声であった。大王はケーニヒグレーツのシュヴェリーンに戦闘の報告を送る際、例によって兵士たちの武勇を称賛しつつも、オーストリア軍は手強くなっていて彼らとの戦闘には慎重を要し、「今後、彼らに多数の砲を向けることが出来ない場合には、勝利するにしても多大の損害を被らざるを得なくなるだろう」との見解を添えた。
さて、ブレーカーはその後どうしたかというと、ロボシュ山からオーストリア軍が敗走した後、少し負傷した振りをしてトボトボと歩きつつ後続の兵士たちが通り過ぎるのを慎重に待ってから、ロボジッツの攻防に周囲の注意が向いている隙をついて山の北側へ駈け下りた。そしてその先にいたオーストリア兵に投降して、ついにブレーカーは脱走に成功した。ロボジッツの北の村から対岸に渡ったブレーカーはライトメリッツに送られ、そこからさらにブディンに回された。ブレーカーによればそこには200人もの脱走兵がいたという。「思えばわれわれは、スイス人、シュヴァーベン人、ザクセン人、バイエルン人、チロル人、ロマンス語圏の連中、フランス人、ポーランド人、それにトルコ人からなる奇妙な寄せ集めだった」彼らは路銀を配られたのちまとめてプラハまで送られ、そこで通行証を渡されて各々の目指す方向に分かれた。こうしてブレーカーも念願の故郷スイスはトッゲンブルクに帰ることができたのだった。